# ذوینق
ذوینق، روستایی از توابع بخش سجاس‌رود شهرستان خدابنده در استان زنجان ایران است.
این روستا در ۸ کیلومتری شهر سجاس قرار دارد .
آب و هوای این روستا معتدل کوهستانی است و طبیعت زیبایی دارد .
مردم روستا بیشتر به کار کشاورزی و دامپروری مشغولند ولی در کنار آن برخی ها نیز در موسسات و ادارات کار میکنند .
از جاذبه‌های این روستای قدیمی چشمه‌ای به نام شورسو (آب شور) است که برای درمان لک های پوستی ، آکنه و ... مفید است.

## جمعیت
این روستا در دهستان سجاس‌رود قرار دارد و براساس سرشماری مرکز آمار ایران در سال ۱۳۹۰، جمعیت آن ۱۵۴۲ نفر (۲۹۲ خانوار) بوده‌است.